# SM UB-39
SM UB-39 – niemiecki jednokadłubowy okręt podwodny typu UB II w stoczni Blohm & Voss w Hamburgu w latach 1915-1916. Zwodowany 29 grudnia 1915 roku, wszedł do służby w Kaiserliche Marine 28 kwietnia 1916 roku. W czasie swojej służby, SM UB-39 odbył 14 patroli, podczas których zatopił 93 jednostki nieprzyjaciela. 

## Budowa
SM UB-39 należał do typu UBII, który był następcą typu UB I. Był średnim jednokadłubowym okrętem przeznaczonymi do działań przybrzeżnych, o prostej konstrukcji, długości 36,90 metrów, wyporności w zanurzeniu 274 BRT, zasięgu 7030 Mm przy prędkości 5 węzłów na powierzchni oraz 45 Mm przy prędkości 4 węzły w zanurzeniu. W typie UBII poprawiono i zmodernizowano wiele rozwiązań, uważanych za wadliwe w typie UBI. Zwiększono moc silników, zaś pojedynczy wał napędowy zastąpiono dwoma. Okręty serii od UB-30 do UB-41, budowane w stoczni Blohm & Voss w Hamburgu, miały zwiększoną szerokość i długość, ich wyporność w zanurzeniu wzrosła do 303 BRT.

## Służba
Pierwszym dowódcą okrętu został 29 kwietnia 1916 roku mianowany Kapitänleutnant Werner Fürbringer. 
Werner Fürbringer dowodził okrętem do 7 listopada 1916 roku. 29 kwietnia jednostka został przydzielona do Flotylli Flandria, operował na obszarze wschodnich wybrzeży Wielkiej Brytanii oraz kanału La Manche. W czasie dowodzenia przez Fürbringera UB-39 zatopił 43 statki oraz jeden uszkodził.  Największymi z nich były brytyjski parowce: 6 września „Strathtay” o pojemności 4428 BRT, a 20 października „Midland” o pojemności 4247 BRT.
8 listopada 1916 roku dowództwo nad okrętem objął Oberleutnant zur See Heinrich Küstner. Największym zatopionym pod dowództwem Heinricha Küstnera statkiem był brytyjski parowiec „Clan Macmillan” o pojemności 4525 BRT. Statek został zatopiony 5 mil na południowy zachód od Newhaven.
17 maja 1917 roku w kanale La Manche UB-39 wszedł na minę i zatonął, cała załoga zginęła. 
W czasie swojej służby UB-39 odbył 14 patroli, zatopił 93 statki nieprzyjaciela o łącznej pojemności 89 998 BRT, uszkodził trzy (6047 BRT)). Symboliczny grób poległych znajduje się na cmentarzu wojennym w Heikendorf.